# Ozarba magnofusca
Ozarba magnofusca is een vlinder van de familie van de uilen (Noctuidae). De wetenschappelijke naam van deze soort is voor het eerst voorgesteld door Hermann Hacker in een publicatie uit 2016.
De soort komt voor in Congo-Kinshasa en Tanzania.